# 3e régiment de marche du 1er étranger
Le 3e régiment de marche du 1er étranger était une unité militaire française de la Légion étrangère qui exista de façon éphémère de 1914 à 1915.

## Création et différentes dénominations
- 4 septembre 1914 création du régiment de marche de la Légion étrangère du camp retranché de Paris.

- Le 28 novembre le régiment prend le nom de 3e régiment de marche du 1er régiment étranger.

- Le 13 juillet 1915 : dissolution du régiment

## Historique des garnisons, campagnes et batailles
- À partir du 24 août 1914, des étrangers volontaires sont accueillis au camp de Reuilly et pris en charge par le 32e régiment territorial. Pour l’encadrement on fait appel à d’anciens officiers rappelés pour l’occasion ainsi qu’aux sapeurs pompiers.

- Le 4 septembre le régiment est formé et prend la dénomination de régiment de marche de la Légion étrangère du camp retranché de Paris, il compte alors un état major et 4 compagnies.

- Le 6 septembre, constitué alors d’un seul bataillon et comportant environ 1 000 hommes, il devient autonome. Les deux autres bataillons sont quant à eux constitués la deuxième quinzaine de septembre.

- Le 20 novembre 1914 le commandement du régiment est confié au lieutenant-colonel Desgouille.

- Début décembre, le régiment qui compte 48 officiers, 2 136 hommes de troupe, 179 chevaux et 62 voitures, est organisé en un état-major et trois bataillons à quatre compagnies. Le 10 décembre, il passe sous le commandement de la 28e division d’infanterie au sein de la 56e brigade dans la région de Morcourt – Cappy - Méricourt-sur-Somme (Santerre - tranchées du secteur de Frise).

- Le 11 février 1915, les effectifs sont de 46 officiers, 1 883 hommes de troupe, 184 chevaux. Le régiment subit une réorganisation et se décompose alors en un état-major, une compagnie hors rang et deux bataillons à quatre compagnies (l’ex-2e bataillon renforçant les deux autres).

- Le 30 mars, le régiment rejoint le Santerre (région de Hangest-en-Santerre, Warvillers) et passe sous les ordres de la 26e division d’infanterie en tant que réserve d’armée.

- Le 15 avril 1915, le régiment est mis à disposition de la 68e division d’infanterie (France).

- Le 11 mai 1915 le régiment est rattaché à la 52e Brigade (92e RI et 139e RI) à Bus et Tilloloy.

- À la suite des départs importants des effectifs, italiens, belges et russes vers leurs armées respectives, la dissolution du régiment est décrétée. Le 13 juillet 1915, le dernier détachement du régiment, 8 officiers, 952 hommes de troupe et 38 chevaux, rejoint le 2e régiment de marche du 1er régiment étranger.

## Liste des chefs de corps
- 1914 - 1914 : colonel THIEBAUT
- 1914 - 1915 : lieutenant-colonel DESGOUILLE

## Personnalités ayant servi au sein du régiment
- Eugène Bullard, aviateur d'origine américaine ;
- José García Calderón, écrivain péruvien ;
- Blaise Cendrars, écrivain français d’origine suisse.

## Sources et bibliographie
Bibliographie :
- Régiment de marche de la légion, Erwan Bergot, éditions Presses de la Cité, 1984.  (ISBN 978-2-7242-2440-5).
- Le livre d’or de la Légion étrangère (1831-1955), Jean Brunon et Georges Manue, éditions Charles Lavauzelle et Cie, 1958.

Sources :
- JMO du 3e régiment de marche du 1er étranger